# Eudromiella arara
Eudromiella arara är en kackerlacksart som beskrevs av Rehn, J. A. G. 1932. Eudromiella arara ingår i släktet Eudromiella och familjen småkackerlackor. Inga underarter finns listade i Catalogue of Life.